# Betriebsinformatiker
Betriebsinformatiker war  eine berufliche Weiterbildung im IT-Bereich, die von den einzelnen Handwerkskammern (HWK) durch Rechtsvorschriften im Rahmen der Handwerksordnung geregelt und vom vermittelten Wissensstand mit einem Handwerks-Meisterabschluss vergleichbar war. Seit  8. September 2023 gilt die neue Prüfungsordnung im Rahmen der Besondere Rechtsvorschriften für die Fortbildungsprüfung zum anerkannten Abschluss Bachelor Professional in Betriebsinformatik.
Im Rahmen der Fortbildung zum Betriebsinformatiker wurde auch Wissen zum Thema Mitarbeiterführung und Projektmanagement vermittelt.
Der „Ausbildung der Ausbilder“-Schein (AdA) ist jedoch gesondert zu erwerben und nicht Bestandteil der Fortbildung. Neben dieser Weiterbildung besteht für Studenten mit mindestens sechs Studiensemestern an einer deutschen Hochschule die Möglichkeit, eine Umschulung zum Betriebsinformatiker mit Abschluss vor der IHK zu absolvieren.
Betriebsinformatiker (VWA) ist eine berufliche Weiterbildung mit verschiedenen Studienschwerpunkten an Verwaltungs- und Wirtschaftsakademien.

## Prüfungsinhalte HWK
Durch die Prüfung ist festzustellen, ob der Prüfungsteilnehmer
über die notwendigen Qualifikationen verfügt. Damit ist der Teilnehmer in der Lage insbesondere
folgende leitende Aufgaben eigenverantwortlich, administrativ und organisatorisch wahrzunehmen:
- Übernahme der technischen Leitung von IT-Projekten.
- Betriebliche Prozesse mit Standardsoftware optimieren und abbilden.
- Anwender in Programme einweisen und rationelle Problemlösungen erarbeiten.
- Internetauftritte und Präsentationen konzipieren und planen.
- Projektieren von IT-Netzwerken unter Berücksichtigung organisatorischer, rechtlicher und personeller Anforderungen.
- Analyse und Optimierung spezifischer Anforderungen, die mit der Installation und Betreuung von IT-Systemen verbunden sind.
- Software in betrieblichen Prozessabläufen beurteilen und Lösungen entwickeln.

Aus Prüfungsordnung zum Betriebsinformatiker der HWK München und Obby vom 13. Juli 2006.

## Voraussetzungen
Die Weiterbildung zum Betriebsinformatiker (HWK) kann in einem Bildungs- und Technologiezentrum (BTZ) der Handwerkskammer erfolgen.
Der Abschluss Betriebsinformatiker (HWK) setzt drei staatlich anerkannte Prüfungen voraus:
- Professioneller EDV-Anwender
- Netzwerkservicetechniker
- Anwendungsentwickler

Um zu diesen Prüfungen zugelassen zu werden, ist ein Berufsabschluss in einem anerkannten Ausbildungsberuf, sowie der Computerschein A (Qualifizierter EDV-Anwender) oder eine langjährige einschlägige Berufserfahrung im EDV-Bereich (in der Regel sieben Jahre) mit einer Feststellungsprüfung erforderlich. Die Teilnahme an den Vorbereitungskursen in den BTZen ist nicht zwingend vorgeschrieben, somit kann man auch lediglich die Prüfungen der drei Teile ablegen.
Die Prüfungen können in beliebiger Reihenfolge absolviert werden.
Bis zur Einführung der neuen Prüfungsordnungen, wurde der Titel des staatlich geprüften Betriebsinformatikers (HWK) nach dem erfolgreichen Ablegen einer weiteren staatlichen Prüfung verliehen.
Nach der Einführung wurden die Lehrinhalte der Zusatzprüfung in die drei vorstehend genannten Prüfungen integriert, der Titel wird auf Antrag und nach Vorlage der Prüfungszeugnisse verliehen.
Vereinzelt können auch Prüfungsleistungen anderer staatl. Prüfungen (zum Beispiel IHK-Fachkraft Netzwerkbetreuer, IHK-Fachkraft, Netzwerkadministrator, IHK-Fachkraft Anwendungsentwickler, Projektleiter IHK) anerkannt werden.
Besondere Möglichkeiten zur Verkürzung bestehen für Fachinformatiker (IHK).

## Förderungsmöglichkeiten
Die Fortbildung zum Betriebsinformatiker (HWK) ist Meister-BAFÖG-fähig und kann mit bis zu etwa 55,5 % der Lehrgangs- und Prüfungsgebühren gefördert werden.
Ein sbb-Begabtenstipendium vom Bundesministerium für Bildung und Forschung kann unter den üblichen Voraussetzungen (bspw. Antragsteller unter 25, gute Leistungen im Gesellenbrief bzw. Abschlusszeugnis) erteilt werden.
Der Kurs kann auch mit der Bildungsprämie vom Bundesministerium für Bildung und Forschung, dem Berufsförderdienst der Bundeswehr oder aufgrund der AZWV von der Bundesagentur für Arbeit gefördert werden.

## Weiterbildungsmöglichkeiten
Seit 2009 wird der Abschluss als allgemeine Hochschulzugangsberechtigung anerkannt und ermöglicht den Zugang zu allen Studiengängen an Hochschulen und Universitäten. Im Anschluss kann noch die Weiterbildung zum Wirtschaftsinformatiker (HWK) folgen. Im öffentlichen Dienst kann dieser Abschluss dann den Weg in den gehobenen technischen Dienst, sowie gleichwertige Angestelltenverhältnisse (ab EG9 TV-L, TVöD) eröffnen.
Den Wirtschaftsinformatiker (HWK) kann man sich auch bei einigen Fachhochschulen und Studiengängen als Credit Points anrechnen lassen.
Der Betriebsinformatiker (HWK) / Wirtschaftsinformatiker (HWK) berechtigt seit 2009 in zehn von sechzehn Bundesländern in Deutschland zu nahezu jeder Form eines fachähnlichen Bachelor-/Masterstudiums.

## Verdienst
Der Verdienst richtet sich prinzipiell nach den üblichen Faktoren der IT-Branche wie Tätigkeitsbereich, Berufserfahrung und Unternehmen. Laut diverser Statistiken ist der Verdienst jedoch durchschnittlich höher als bei den gängigen IHK-Ausbildungsberufen und etwas niedriger als bei einem staatl. geprüften Informatiker/Wirtschaftsinformatiker, sowie deutlich niedriger als bei Hochschulabsolventen IT-bezogener Studiengänge.

## Würdigung besonderer Leistungen
Die besten 20 % aller bayerischen Absolventen erhalten den Meisterpreis der Bayerischen Staatsregierung.

## Berufskundliche Systematik
Die berufskundliche Gruppen-Bezeichnung der Agentur für Arbeit ist: Techniker. Die  Berufs-ID ist  15033, die Systematiknummer: 43113-112. Als englische Übersetzung wird Business Computer Scientist (Chamber of Crafts and Trades) oder Business Computer Scientist (Chamber of Industry and Commerce) verwendet.